# クイックリリース

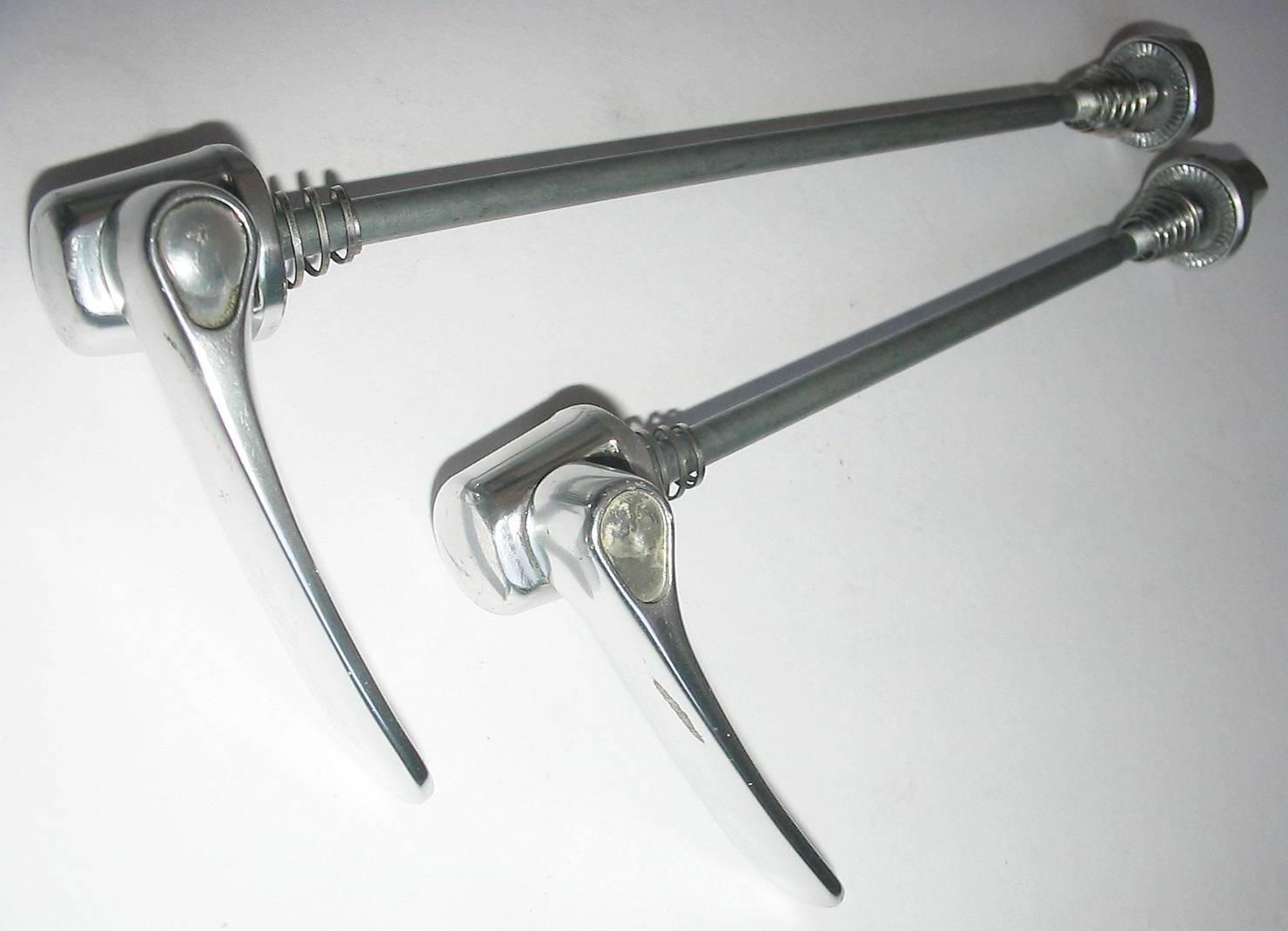
上が後輪用、下が前輪用のクイックリリース

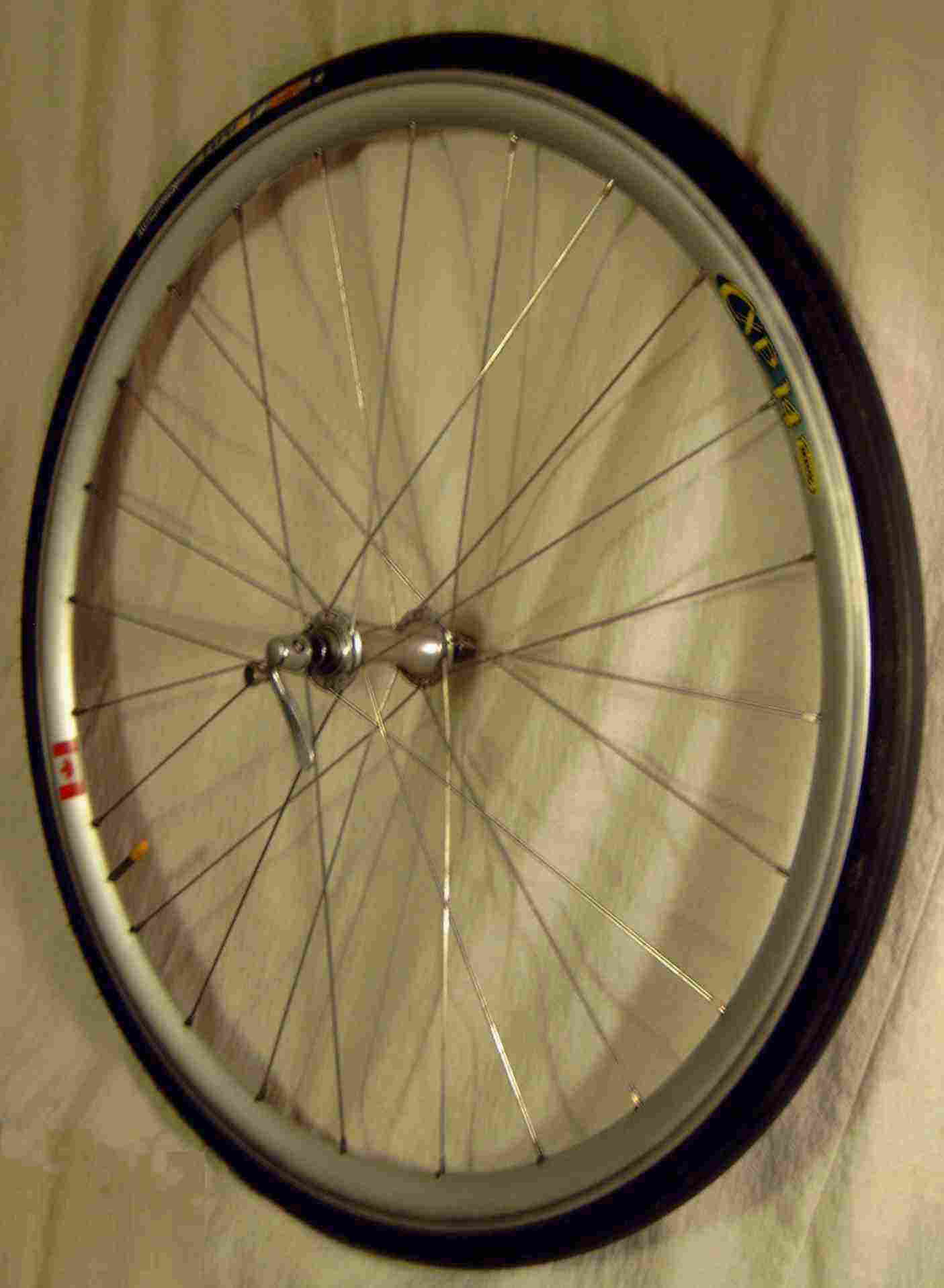
クイックリリースを装備した前輪

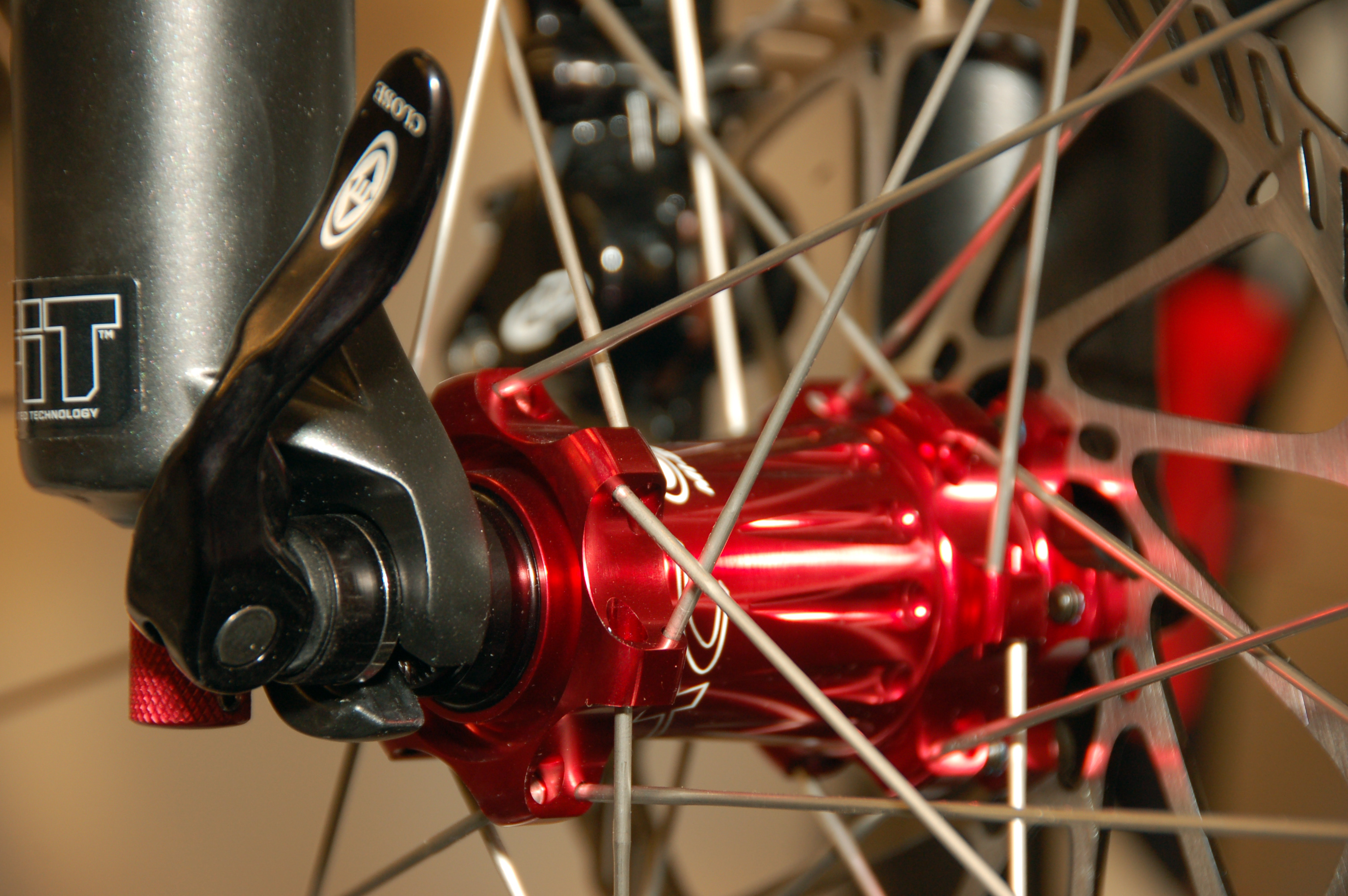
クイックリリースで車輪を固定した様子

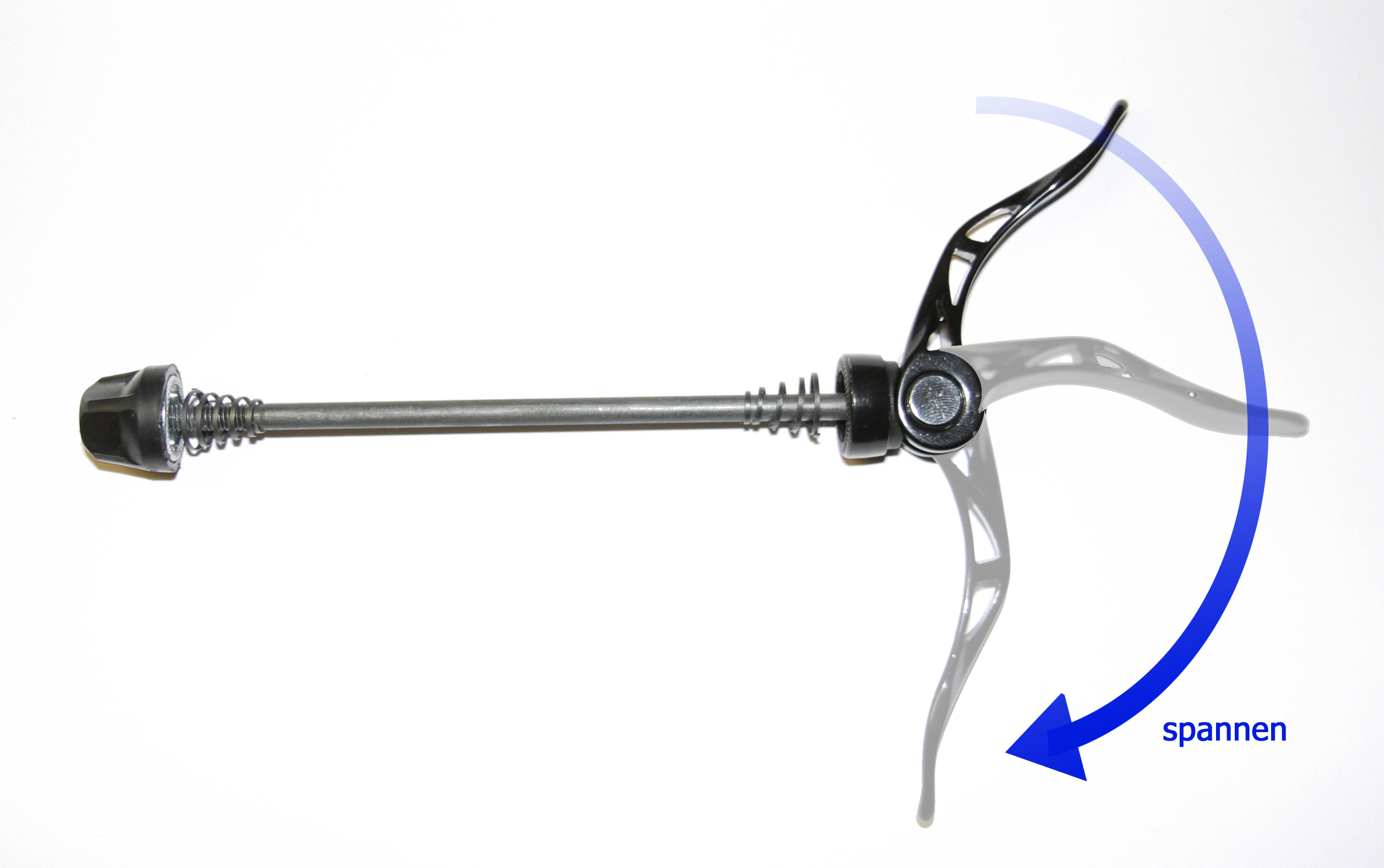
レバーを動かす向き

クイックリリース（英: Quick release skewer）とは、主に競技用自転車で使われる、工具を使わずに素早くホイールを外すことができる機構。中空の車輪軸を通してホイールに装着し、カムを備えたレバー（クイックリリースレバー）の操作で車体との固定と解除を行う。1927年にイタリアのレーサートゥーリョ・カンパニョーロ（カンパニョーロ創業者）によって発明された。
クイックリリースは21世紀現在まで大部分のロードバイクやマウンテンバイクに採用されている。これは、競技中にタイヤがパンクした場合などに素早くホイールを取り外す必要があるためである。したがって、ホイール取り外しが煩雑なバンドブレーキを採用している自転車では採用のメリットはない。
レバー部分を、いたずら防止などの目的で鍵（ロック）やナットで止めるタイプも存在し、アレンキーセキュリティスキュワー (Allen-Key Security Skewer)、ボルトオンスキュワー (Bolt-On Skewers)、またはロックスキュワー (Locking skewer) と呼ばれる。

## 歴史
カンパニョーロによってクイックリリースの機構が発明される以前は、ホイールの左右両面にギアを付け裏返して車体に取り付けて変速を行っており、大きな蝶ナットを車軸の固定に用いることで工具なしに手早く交換できるようにしていた。しかし気温が低く手がかじかんでいると蝶ナットを十分に締め付けできないなど、使い勝手が悪かった。加えて、変速を行うたびにチェーンの張りを調節する必要もあった。そこで、サドル下までレバーが届く長いクイックリリースが考案された。外装変速機の発達とともに長いレバーは無用となってゆき、今日見られるクイックリリースの意匠が一般的なものとなった。
クイックリリースはシートポストの固定、折りたたみ自転車のロック機構などにも応用されている。
20世紀を通じて競技・スポーツ用自転車のホイール取付形式の主流を占めてきたが、21世紀以後はマウンテンバイクにおいてはより剛性に優れ脱輪も起こしにくいスルーアクスルに取って代わられており、ロードバイクに関してもディスクブレーキでのホイール交換作業性が優れているメリットからスルーアクスルが優勢となりつつある。ただし現行のスルーアクスルの固定はネジで行うため、リムブレーキでのホイール交換の早さに関してはクイックリリースが勝る。クイックリリースが純然たるホイールの構成部品であるのに対し、スルーアクスルは車体（フレーム)とホイール両方の構造にまたがっており、基本的に両者の互換性はない。

## 長所
- タイヤの取り外しに工具が必要ない
- メンテナンス性が向上する（スプロケットの掃除など）

## 短所
- 間違った使い方をすると危険である（後述）
- 簡単に取り外しができることで、車輪のみ、あるいは車輪以外を盗難される場合がある

## 操作
ネジを回して締め付け、最後にレバーを倒しこんでホイールを固定する仕組みであり、ネジではなくレバーを回すだけで固定しようとするのは危険な行為である。レバーを回して固定しようとすると、レバーの長さがレンチに比べてはるかに短いことで十分な締め付けトルクが得られないため脱輪が発生しやすくなるからである。また、レバーを下向きや前向きに倒して使用すると、レバーに枝などが引っかかった時にレバーがゆるむ側に戻される。
スルーアクスルはホイールの固定に直接関与しない車軸ネジの締付トルクが小さく済み、レバーを回してネジの締め外しを行うようになっているため、クイックリリースと使用法を混同してしまう危険性が生じている。

### 取り外し方法
1. リムブレーキの場合、あらかじめブレーキを開放状態にしておく。ディスクブレーキでは不要。
2. レバーをゆるむ側に倒す。
3. 反対側のナットを押さえながらレバーを左に回す（5 - 10回程度）。

### 取り付け方法
1. 反対側のナットを押さえながらレバーを右に回す（ゆるめるときと同じ回数）。
2. レバーが上向きか後ろ向きになるように倒す。
3. レバーが半分まで倒れた状態で締め付けが始まるように、ねじの締め付け加減を調節する（レバーの向きを固定．反対側のナットを回して調整）。
4. レバーを確実に締め付け側に倒す。

 ウィキメディア・コモンズには、クイックリリースに関するカテゴリがあります。